# Heinrich Rietsch
Heinrich Rietsch (ursprungligen Löwy), född 22 september 1866 i Falkenau an der Eger, död 12 december 1927 i Prag, var en österrikisk-tjeckisk musikolog.
Rietsch studerade först juridik vid Wiens universitet och blev 1883 juris doktor. Han inriktade sig därefter på musikvetenskap under bland andra Eduard Hanslick och Guido Adler i Wien och blev 1895 privatdocent i detta ämne där. År 1900 blev han e.o. professor i musikvetenskap vid Karlsuniversitetet i Prag och 1909 ordinarie professor där. Han var dekanus 1915/16 och universitetets rektor 1927.
Rietsch grundade den musikvetenskapliga institutionen i Prag, ledde den tyska kammarmusikföreningen och höll offentliga föredrag. Han studerade främst äldre tyska visor, folkvisor, barockens instrumentalmusik, musikestetik och samtida musik. Han utgav bland annat Die Tonkunst in der 2. Hälfte des 19. Jahrhunderts (1900, andra upplagan 1906), Die deutsche Liedweise (1904), Die Grundlagen der Tonkunst (1907) och Atonalität (1927). Han utgav även olika typer av gammal österrikisk musik och framträdde också som kompositör.